# Дуум метъл
Дуум метъл е екстремна форма на хевиметъл музиката, която се изразява в бавно темпо, ниско настроени китари и по-тежък звук от другите подстилове.
Музиката и текстовете имат за намерение да предизвикат чувства за отчаяние, страх и предстояща гибел. Стилът е силно повлиян от ранните албуми на Black Sabbath, които формират прототипа на дуум метъла със своите песни Black Sabbath, Electric Funeral и Into the Void. Песента на Бийтълс I Want You (She's So Heavy) понякога е посочвана като първото дуум метъл произведение. В първата половина на 80-те години на 20 век няколко групи от Англия (Pagan Altar, Witchfinder General), САЩ (Saint Vitus, Trouble) и Швеция (Candlemass, Count Raven) дефинират дуум метъла като отделен стил.

## Характеристики

### Инструменти
Електрическата китара, бас китарата и барабаните са типичните инстументи в дуум метъла, като понякога се използва и синтезатор. Китаристите и басистите настройват ниско инструментите си и използват голямо изкривяване на звука. Друга особеност е бавното темпо и минорната тоналност.

### Вокали
Традиционните дуум метъл вокалисти предпочитат чисти вокали, които често се изпълняват с чувство на отчаяние или болка, имитиране високите тонове на Ози Озбърн (Black Sabbath), Боби Либлинг (Pentagram) и Зив Паркс (Witchfinder General). Докато в така наречения епичен дуум метъл, вокалистите често пеят в оперен стил. Дуум метъл групите повлияват и на други стилове на екстремния метъл, които се отделят като дет дуум метъл, блек дуум и фюнеръл дуум.

### Текстови теми
Текстовете в дуум метъла имат ключова роля. Често те са песимистични и включват теми като: страдание, депресия, страх, тъга, смърт и гняв. Докато някои групи пишат текстове за личните отношения, други изразяват своите чрез символика, като могат да бъдат и вдъхновени от литературата. Някои дуум метъл банди използват религиозни теми в музиката си. Trouble, едни от пионерите в жанра, са сред първите, които предприемат християнска насока. Други използват окултни и езически образи. За много банди, използването на религиозни теми е само естетическа и символична цел. Примери за това са текстове на песни за Страшния съд или използването на разпятия и кръстовидни надгробни камъни, които символизират смъртта.
Освен това, някои дуум метъл банди пишат текстове за наркотиците или наркоманите. Това е най-често срещано сред стоунър дуум групите, които често описват халюциногенни или психеделични преживявания.
|  | Тази страница частично или изцяло представлява превод на страницата Doom metal в Уикипедия на английски. Оригиналният текст, както и този превод, са защитени от Лиценза „Криейтив Комънс – Признание – Споделяне на споделеното“, а за съдържание, създадено преди юни 2009 година – от Лиценза за свободна документация на ГНУ. Прегледайте историята на редакциите на оригиналната страница, както и на преводната страница, за да видите списъка на съавторите. ВАЖНО: Този шаблон се отнася единствено до авторските права върху съдържанието на статията. Добавянето му не отменя изискването да се посочват конкретни източници на твърденията, които да бъдат благонадеждни. |